# Erich von Stosch

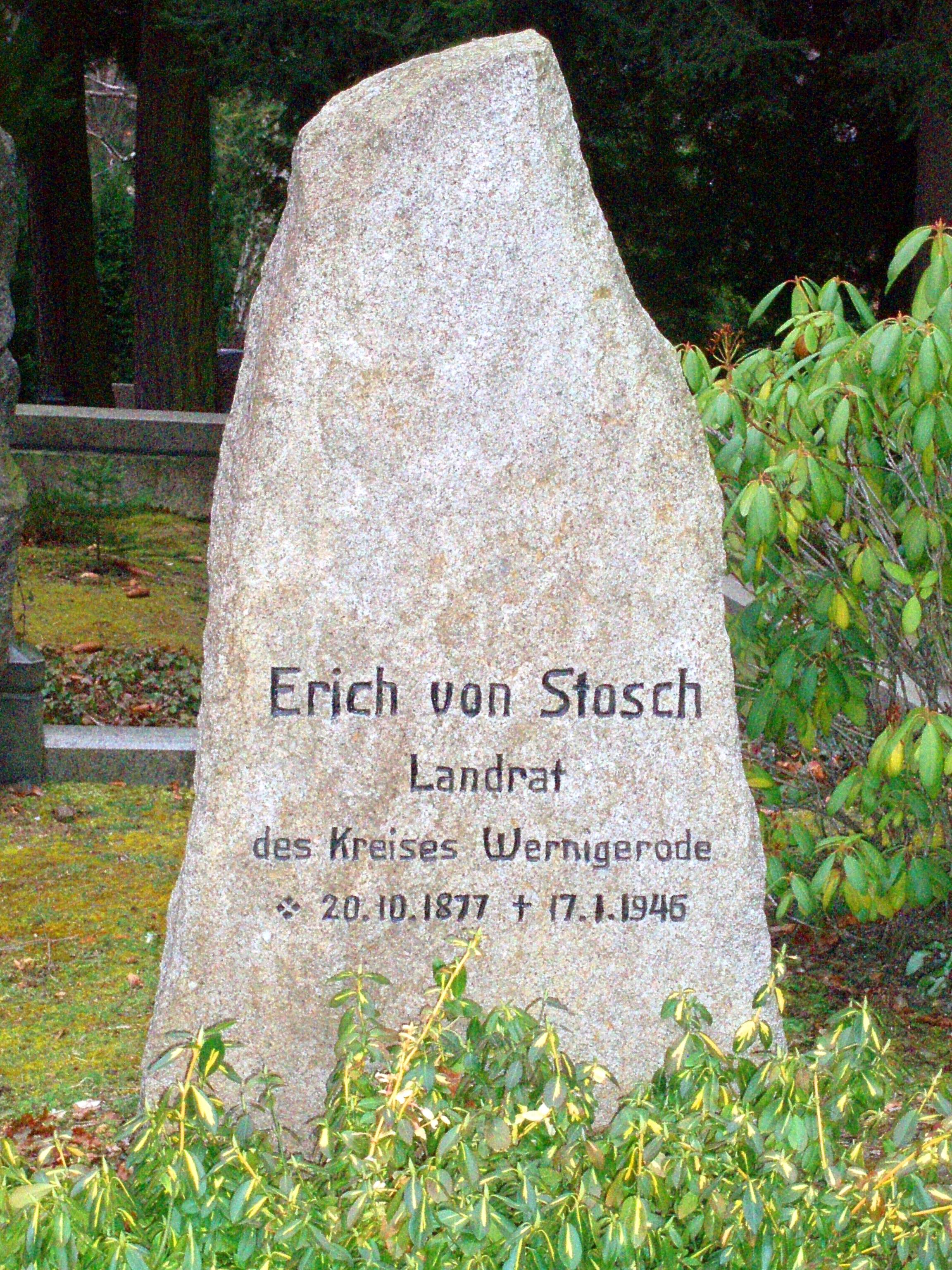
Grab von Stosch

Erich Hans Eduard von Stosch (* 20. Oktober 1877 in Köln; † 17. Januar 1946 in Wernigerode) war ein deutscher Lokalpolitiker.

## Familie
Erich von Stosch war der Sohn von Hans von Stosch (1831–1903) und dessen Ehefrau Marie Siegfried (1851–1933). Am 16. August 1907 heiratete er seine erste Frau Elisabeth Dresler (* 6. August 1885; † 21. August 1923). Seine zweite Frau Marga-Luise von Reichenbach heiratete er am 28. Januar 1928.
Kinder aus erster Ehe:
- Annemarie (* 1. Oktober 1909)
- Barbara (* 31. Januar 1913)
- Erich (* 16. November 1915)
- Jobst (* 28. Februar 1917)
- Albrecht (* 20. August 1918)

## Leben
Vom 1. November 1912 bis Juli 1944 war er Landrat des Kreises Wernigerode. Erich von Stosch bewohnte die repräsentative Fabrikantenvilla in Hasserode, Friedrichstraße 22. Seine Grabstätte befindet sich auf dem Zentralfriedhof Wernigerode.